# Hugues Imbert (critique musical)
Pour les articles homonymes, voir Hugues Imbert et Imbert.
Hugues Imbert est un critique musical et musicographe français né le 11 janvier 1842 à Moulins-Engilbert et mort le 15 janvier 1905 à Paris.

## Biographie
Hugues Imbert naît le 11 janvier 1842 à Moulins-Engilbert (Nièvre),,.
Il étudie le violon mais entreprend une carrière administrative avant de se tourner vers la critique musicale à compter de 1886. Dans ce cadre, il collabore à L'Artiste, à la Revue d'Art ancien et moderne et à la Revue Bleue, notamment, ainsi qu'à La musique populaire, La revue illustrée, la Grande revue, L'indépendance musicale, La liberté et The Musician. Il compte aussi parmi les contributeurs de la deuxième édition du Grove's Dictionary,,.
Ami des compositeurs Emmanuel Chabrier, Vincent d'Indy et Gabriel Fauré, Imbert est un ardent défenseur en France de la musique de Johannes Brahms.
À partir de 1900, il est rédacteur en chef du Guide musical,,.
Comme musicographe, Hugues Imbert est l'auteur de nombreux ouvrages, Profils de musiciens (Paris, 1888), Nouveaux Profils de musiciens (Paris, 1892), Portraits et études (Paris, 1894), Profils d'artistes contemporains (Paris, 1897), Rembrandt et Wagner (Paris, 1897), Gounod (Paris, 1897), Bizet (Paris, 1899), La Symphonie après Beethoven (Paris, 1900), Médaillons contemporains (Paris, 1902), Brahms (pub. à titre posthume par Édouard Schuré, Paris, 1906),.
Il meurt le 15 janvier 1905 à Paris.

## Écrits
Les écrits d'Hugues Imbert consistent en :
- Profils de musiciens, avec une préface par Édouard Schuré : P. Tschaikowsky, J. Brahms, E. Chabrier, Vincent d'Indy, G. Fauré, C. Saint-Saëns (Paris, 1888) ;
- Symphonie, mélanges de critique littéraire et musicale (Paris, 1891) ;
- Nouveaux profils de musiciens : René de Boisdeffre, Théodore Dubois, Charles Gounod, Augusta Holmès, Édouard Lalo, Ernest Reyer (Paris, 1892) ;
- Étude sur Johannès Brahms, avec le catalogue de ses oeuvres (Paris, 1894) ;
- Portraits et études : César Franck, C.-M. Widor, Édouard Colonne, Jules Garcin, Charles Lamoureux, 'Faust' par Robert Schumann, le 'Requiem' de Brahms (Paris, 1894) ;
- Charles Gounod : les mémoires d’un artiste et l'autobiographie (Paris, 1897) ;
- Profils d’artistes contemporains : Alexis de Castillon, Paul Lacombe, Charles Lefebvre, Jules Massenet, Antoine Rubinstein, Édouard Schuré (Paris, 1897) ;
- Rembrandt et Richard Wagner : le clair-obscur dans l'art (Paris, 1897) ;
- Georges Bizet (Paris, 1899) ;
- La symphonie après Beethoven, réponse à Félix Weingartner (Paris, 1900) ;
- Médaillons contemporains (Paris, 1902) ;
- Johannès Brahms : sa vie et son œuvre (Paris, 1906), éd. posthume par Édouard Schuré.